# Saif ad-Din Qutuz
Saif ad-Din Qutuz (arabiska سيف الدين قطز ), död 24 oktober 1260, var sultan av mamluksultanatet i Egypten från 1259 till sin död.
Han var av turkisk härkomst, född i en kunglig familj innan han tillfångatogs av mongoler som sålde honom som slav, hamnade senare i Syrien varpå han såldes vidare till en egyptisk slavhandlare som sedan sålde honom till Izz al-Din Aybak, dåvarande sultan av mamluksultanatet i Egypten.
Qutuz utsågs under Aybak till regent av Egypten 1253. Qutuz mördades av sin undersåte Baibars. 